# Maximilian Hüttisch
Maximilian Hüttisch (auch Max Hüttisch; * 6. November 1911 in Sankt Joachimsthal; † 16. September 1988 in München) war ein deutscher Maler und Grafiker. Er war Dozent für Bildende Kunst und Kunsterzieher und nahm an zahlreichen Ausstellungen teil.
Hüttisch war der Sohn des Porzellanmalers Johann Hüttisch. Er absolvierte eine Lehre zum Porzellanmaler, Musterzeichner und Graveur und die Staatsfachschule für Porzellanindustrie in Karlsbad. Seit 1932 besuchte er die Kunstgewerbeschule und die Akademie der Bildenden Künste in Prag bei František Kysela, Willi Nowak und Franz Thiele. Später nahm er auch Unterricht bei Oskar Kokoschka. 1937 gewann er den Ersten Preis der Ausschreibung für Insignien der Deutschen Universität in Prag. Beteiligt war er auch an der Gestaltung von Glasfenstern für den funktionalistischen Pavillon der Tschechoslowakei auf der Weltausstellung von 1937 in Paris.
Hüttisch war dann bis 1942 Lehrer am Realgymnasium in Asch und anschließend an der Gewerbeschule in Prag, zudem gab er Malunterricht für deutsche Lehrerinnen. Nach der Ausweisung aus der Tschechoslowakei war er in München, wo er langjähriger Dozent an der Volkshochschule wurde, und in Hessen. In den Anfangsjahren übernahm er den Vorsitzend in dem 1961 gegründeten Künstlerverein Spirale Sezession in München. Von 1961 bis 1974 wirkte er, zuletzt als Oberstudienrat, am Gymnasium in Alsfeld als Kunsterzieher, unterhielt aber weiterhin ein Atelier in München. 1973 entstand auf seine Initiative hin der Alsfelder Kunstverein. Später lebte er in München und in Lindau.
Einzelausstellungen seiner expressiv-surrealen Gemälde und Graphiken sowie seiner dokumentarisch detailreichen Feder- und Bleistiftzeichnungen fanden in München, Stuttgart, Paris, Aschaffenburg, Marktredwitz und Alsfeld statt. Werke von ihm befinden sich unter anderem in der Nationalgalerie in Prag, im Lenbachhaus in München, im Kunstforum Ostdeutsche Galerie in Regensburg und in der Egerländer Kunstgalerie Marktredwitz. Das Stadtarchiv München verwahrt 60 seiner Zeichnungen zu Zerstörungen und Wiederaufbau Münchens aus den Jahren 1947 bis 1951.
Er war mit Gisela Hüttisch verheiratet, mit der er gemeinsam historische und heimatgeschichtliche Studien publizierte.

## Ehrungen
- Ehrenbürger von Jáchymov
- 1986 Medaille München leuchtet
- 1986 Kulturpreis für Bildende Kunst und Architektur der Sudetendeutschen Landsmannschaft